# Cylicasta terminata
Cylicasta terminata là một loài bọ cánh cứng trong họ Cerambycidae.